# Fiodor Kostienko
Fiodor Jakowlewicz Kostienko (ros. Фёдор Яковлевич Костенко, ukr. Федір Якович Костенко; ur. 10 lutego?/22 lutego 1896 w osadzie Bolszaja Marynowka, zm. 26 maja 1942) – radziecki wojskowy, generał porucznik, Ukrainiec.

## Życiorys
Urodził się w słobodzie Bolszaja Martynowka (obwód rostowski), w rodzinie chłopskiej.
W 1915 roku powołany do służby wojskowej w armii rosyjskiej, brał udział w I wojnie światowej. Brał udział w walkach na Froncie Południowo-Zachodnim, dosłużył się stopnia starszego podoficera i dowodził plutonem.
W 1918 roku wstąpił do Armii Czerwonej, brał udział w wojnie domowej w Rosji, będąc szefem kompanii, zastępcą dowódcy szwadronu w 1. Armii Konnej. Brał udział w walkach przeciwko oddziałom gen. K. Mamontowa, gen. A. Szkura i gen. A. Denikina na Froncie Południowym.
Po zakończeniu wojny domowej był dowódcą szwadronu kawalerii, w 1924 roku ukończył Leningradzki kurs dowódców średniego szczebla. Następnie był komendantem pułkowej szkoły kawalerii, zastępcą dowódcy pułku ds. rozmieszczenia. W 1928 roku ukończył kurs udoskonalający dowódców średniego szczebla. Następnie od 1932 roku był dowódcą pułku kawalerii. W 1934 roku ukończył kurs dla dowódców wyższego szczebla i w 1937 roku został dowódcą 7 Dywizji Kawalerii, a potem Samodzielnej Dywizji Kawalerii w Kijowskim Specjalnym Okręgu Wojskowym. W 1939 roku został dowódcą 2 Korpusu Kawalerii (na czele tego korpusu uczestniczył w agresji na Polskę) w składzie 6. Armii i Frontu Ukraińskiego.
W 1940 roku został dowódcą armijnej Grupy Kawalerii Kijowskiego Specjalnego Okręgu Wojskowego. W październiku 1940 roku został dowódcą 26 Armii. W 1941 roku ukończył wyższy kurs dla dowódców w Akademii Sztabu Generalnego im. Woroszyłowa.
W chwili ataku wojsk niemieckich na ZSRR był dowódcą 26 Armii, która od początku brała udział w walkach obronnych na Froncie Południowo-Zachodnim. Walczyła w rejonie Proskirowa, wykonała jednym ze swych korpusów zmechanizowanych kontrnatarcie pod Brodami w dniach 25–27 lipca 1941 roku. Następnie wycofała się w kierunku Kijowa i wzięła udział w jego obronie.
We wrześniu 1941 roku został zastępcą dowódcy Frontu Południo-Zachodniego. W grudniu 1941 roku wziął udział w kontrnatarciu pod Moskwą, dowodząc wydzieloną grupą wojsk Frontu Południowo-Zachodniego w ofensywie na miasto Jelec, doprowadzając do jego wyzwolenia. W styczniu 1942 roku dowodzona przez niego grupa wojsk uczestniczyła w operacji barwienkowsko-łozowskiej, zdobywając przyczółek na prawym brzegu rzeki Północny Doniec.
Następnie wziął udział w ofensywie na Charków w maju 1942 roku. W trakcie tej operacji dowodzone przez niego oddziały znalazły się w okrążeniu i całkowicie rozbite, a on sam zaginął – ostatni raz widziany był 26 maja 1942 roku i ten dzień uznano za datę jego śmierci.
W kwietniu 2017 roku pomiędzy miejscowościami Gusarowka i Łozowienka w obwodzie charkowskim odnaleziono szczątki, które rozpoznano jako szczątki generała Kostienko. Następnie zostało to potwierdzone przez badania genetyczne. Jego szczątki zostały w dniu 20 czerwca 2018 roku pochowane na Federalnym Cmentarzu Wojskowym.

## Awanse
- kombryg (11.10.1937, rozkaz nr 3604)
- komdiw (09.02.1939, rozkaz nr 271)
- generał porucznik (04.06.1940, rozkaz nr 945)

## Odznaczenia
- Order Lenina
- Order Czerwonego Sztandaru
- Order Czerwonej Gwiazdy
- Medal jubileuszowy „XX lat Robotniczo-Chłopskiej Armii Czerwonej”